# أحمد أزناك
أحمد أزناك (1956 - 2019)، هو فنان ممثل مغربي، شارك في العديد من الأعمال الفنية باللغتين العربية والأمازيغية. حيث قام بأول مسرحية في عام 1973، وفي عام 1994 عمل بعنوان "تامارا ن تودرت"، كما شارك في العديد من الوصلات الإشهارية.
وولد أزناك ذو الأصول السوسية بحي العكاري مدينة الرباط في 3 يوليو 1956 حيث قضى بها جزء من طفولته قبل أن ينتقل إلى مدينة الدار البيضاء.

## وفاته
توفي صباح يوم الثلاثاء 7 مايو 2019 (أول أيام رمضان 1440 هجرية) بمستشفى الحسن الثاني بمدينة أكادير. وكان الفنان في الآونة الأخيرة يعيش وضعا صحيا حرجا ما جعله طريح الفراش بمنزله بحي الرمل بمدينة انزكان.

## من أعماله
- شارك في ما يزيد عن 80 عملا فنيا خلال مشواره الطويل، سواء بالأمازيغية أو الدارجة المغربية.[5]
- كان أولها عام 1994 بعنوان "تامارا ن تودرت"

## جوائز
سبق له الحصول على العديد من الجوائز

## وصلات خارجية
- (فيديو): جنازة الفنان احمد ازناك.
- (صور): جنازة الفنان احمد أزناك.